# ピンク・パンサー3
『ピンク・パンサー3』（The Pink Panther Strikes Again）は、1976年製作のイギリス・アメリカのコメディ映画。ピーター・セラーズがクルーゾー警部を演じるピンク・パンサーシリーズの第4作で、『ピンク・パンサー2』の続編である。
シリーズ第2作と第3作にクルーゾーの上司として登場したドレフュス主任警部（ハーバート・ロム）が、悪の大組織を作り上げてクルーゾー抹殺を企む、ドレフュスの活躍編。ドタバタとパロディに徹した娯楽大作である。監督ブレイク・エドワーズ。音楽ヘンリー・マンシーニ。

## ストーリー
クルーゾー警部の行動に悩まされ、精神を煩って入院しているドレフュス元主任警部だが、治療の甲斐あってほぼ全快。あとは退院許可を待つばかりであった。しかし、ドレフュスに代わり主任警部の座に就いているクルーゾーが来院し面会してしまったために再び錯乱。退院は絶望的となってしまった。
クルーゾー憎しが昂じて病院から脱走したドレフュスは、クルーゾーのマンションの階下の部屋に押し入り、クルーゾー爆殺を企てるが失敗してしまう。まともな方法ではクルーゾーを殺せないと判断したドレフュスは、大物犯罪者を集めて悪の組織の編成に取り掛かり、遂に世界征服をも狙える大組織を築き上げる。さらにイギリスのファスベンダー博士父娘を誘拐して物体消去機を完成させると、まずニューヨークの国連ビルを消滅させた。そしてアメリカを始め世界の首脳に対しクルーゾー抹殺を要求した。ドレフュスの狙いは自らの組織によりクルーゾーを殺すのではなく、世界の国々を脅してクルーゾーを抹殺させる事にあったのだ。
ドレフュスの脅迫に屈した各国は、捜査のためにミュンヘンのオクトーバーフェスト（ビール祭り）へ向かっていたクルーゾーに向けてそれぞれ腕利きの殺し屋を送り、クルーゾー暗殺を謀る。しかし、彼らは賑わうフェスト会場を舞台に、強運なクルーゾーの前で同士討ちを繰り広げた結果、実に26ヶ国が失敗。残るはソ連とエジプトの殺し屋のみとなった。エジプトの刺客はクルーゾーをホテルの自室で暗殺。この知らせはドレフュスをも歓喜させたが、クルーゾーはここでも強運振りを発揮。実は殺されたのはクルーゾーに変装したドレフュスの配下であった。そのエジプトの殺し屋をクルーゾーと間違えたソ連の女殺し屋オルガが誘惑するが、逆にスパイの魅力の虜になってしまう。
ホテルの自室に戻ったクルーゾーは何故か自分に夢中なオルガの存在に驚くが、彼女の情報からアルプス山麓の古城がドレフュスのアジトである事を突き止め、現地に向かう。近隣のホテルに部屋を取ったクルーゾーは城に乗り込もうとするが、塀を越えられず何度も堀に転落。悪戦苦闘を繰り返した。その頃、クルーゾーが死んだものと信じて喜びに浸るドレフュスだったが、甘い物の食べ過ぎから歯痛に悩まされていた。それを知ったクルーゾーは医者に変装して城に乗り込み、見様見真似でドレフュスを治療するが、悪くない歯を引き抜き、正体がばれてしまう。怒り狂ったドレフュスは物体消去機でイギリス全土を消滅させようとするが…。

## 概要
『ピンクの豹』（1963年）、『暗闇でドッキリ』（1964年）、『ピンク・パンサー2』（1975年）に続くシリーズ第4作。11年振りの新作であった『ピンク・パンサー2』の好評を受けて翌年に早くも製作された新作で、内容的にも前作の続編。主題歌も前作同様『ピンク・パンサーのテーマ』で、オープニングアニメーションにも「アニメキャラクターのピンクパンサー」が登場するが、ストーリーにダイヤモンド「ピンク・パンサー」は登場しない。タイトルと内容がまったく関係のない作品となっている。
前々作、前作でクルーゾーの為に精神を病む役柄であったドレフュス元主任警部（ハーバート・ロム）が、病院から脱走してクルーゾー抹殺の為に悪の大組織を作り上げ、世界を恐怖に陥れるという奇想天外な物語。ロムの怪演が際立つドレフュスの活躍編である。ストーリーは007シリーズなど1960年代のスパイアクション映画のパロディを基調としている。
キャストは過去のシリーズと比べて特に豪華ともいえないが、フランス、イギリス、アメリカ、ドイツにまで広がったストーリー展開、世界最大規模の祭りであるミュンヘンのオクトーバーフェスト（ビール祭り）を再現した壮大なシーン、ドレフュスのアジトである古城の豪華なセット、大エキストラを動員した国連ビル周辺シーン、列車やヘリコプターを使ってのアクションなども盛り込まれた、スケールの大きいドタバタコメディとなっている。
上演時間の面でも、2時間を越える長尺を想定して撮影された。しかし公開に当たり編集され、特に前半部のフランスからイギリスを舞台とするシーンが多くカットされた。この未発表シーン中のセラーズ登場部分の多くが、セラーズの死後に追悼作として製作された『ピンク・パンサーX』に流用された。またこの大幅なカットにより、シリーズ中でもテンポの良い作品となった面もある。
様々なパロディが含まれているのも特徴。オープニング及びエンディングアニメでは『ヒッチコック劇場』、『バットマン』、『キングコング』、『魔人ドラキュラ』や、『雨に唄えば』、『サウンド・オブ・ミュージック』（本作の監督ブレイク・エドワーズ夫人のジュリー・アンドリュース主演）、『ジョーズ』など有名作のパロディが満載されている。また本編中においてもクルーゾーがカジモド（『ノートルダムのせむし男』。話の舞台はパリ）に変装したり、使用人のケイトーとカンフー対決（『燃えよドラゴン』。その場面だけスロー映像になる）をしている。更に当時のアメリカのフォード大統領、キッシンジャー国務長官を、そっくりに扮した俳優が演じている。
評価が分かれる面もあるが、サイレント映画時代のコメディを再現したかのようなドタバタ活劇と、パロディに徹した娯楽大作として、シリーズ中でも人気の高い1本である。本作のヒットを受けて、シリーズはケイトーをフィーチャーした『ピンク・パンサー4』へと続く。

## 備考
- 黒マントを纏ったドレフュスが唐突にパイプオルガンを掻き鳴らすシーンが何度かあるが、これはハーバート・ロム自身が怪人役で主演したクラシックホラーの名門ハマー・フィルム版『オペラの怪人 （The Phantom of the Opera）』（1962年）のセルフパロディである。この映画は欧米での知名度は比較的高いが、日本では劇場公開されなかった（テレビでは放映）。
- セラーズのドタバタアクションが全編で炸裂しているが、セラーズは当時50歳を過ぎており、更に心臓に持病があった為、過激なアクションシーンはスタントのジョー・ダンが代演している。
- 映画序盤の名物となったケイトーの奇襲によるクルーゾーとの格闘シーンだが、本作はクルーゾー宅を破壊し尽す程の猛烈な暴れっぷりに加え、階下の部屋に侵入してクルーゾーを狙うドレフュスが絡み、シリーズ屈指の抱腹絶倒の名シーンとなっている。
- ソ連の女殺し屋オルガを演じたレスリー・アン・ダウンはセクシーな強い印象を残しているが、出演シーンは僅か15分程と少なくヒロインとは形容し難い。本作は事実上ヒロイン不在の映画である。しかしダウンにとってはこの後『ベッツィー』『大列車強盗』『スフィンクス』など話題作への出演が続き、出世作となった。
- オルガを夢中にさせてしまうエジプトの殺し屋を演じたのは『ドクトル・ジバコ』などで知られるエジプト出身の名優オマー・シャリフ。エンディングでも名前がクレジットされない完全なノンクレジットキャストであった。
- ロンドンでクルーゾーの捜査に同行するスコットランドヤードのドラモンド刑事役のコリン・ブレークリーは、ビリー・ワイルダー監督『シャーロック・ホームズの冒険』（1970年）でワトスン医師を演じているが、この役は当初セラーズが予定されていた。
- 毎回役柄を変えて出演するグレアム・スタークは、今回はミュンヘンとアルプス山麓のホテルのフロント係の二役で出演している。ミュンヘンでは背後しか映らず顔が確認出来ない。アルプスのホテルでは、クレジットを確認しなければまず識別不可能な程の、セラーズも顔負けの老け役を演じている。

## キャスト
| 役名                                                | 俳優                                              | 日本語吹替                                                                               |
| 役名                                                | 俳優                                              | TBS版                                                                                    |
| --------------------------------------------------- | ------------------------------------------------- | ---------------------------------------------------------------------------------------- |
| ジャック・クルーゾー警部                            | ピーター・セラーズ                                | 羽佐間道夫                                                                               |
| チャールズ・ドレフュス警部                          | ハーバート・ロム                                  | 内海賢二                                                                                 |
| オルガ・ベリオシバ                                  | レスリー＝アン・ダウン                            | 高島雅羅                                                                                 |
| ケイトー                                            | バート・クウォーク                                | 千田光男                                                                                 |
| ファスベンダー教授                                  | リチャード・バーノン                              | 大久保正信                                                                               |
| ドラモンド刑事                                      | コリン・ブレークリー                              |                                                                                          |
| クインラン警視                                      | レナード・ロシター                                |                                                                                          |
| フランソワ刑事                                      | アンドレ・マランヌ                                |                                                                                          |
| ホテルフロント                                      | グレアム・スターク                                |                                                                                          |
| エインズリー・ジャーヴィス （ファスベンダーの執事） | マイケル・ロビンス                                |                                                                                          |
| エインズリー・ジャーヴィス （ファスベンダーの執事） | 歌唱：ジュリー・アンドリュース （ノンクレジット） |                                                                                          |
| エジプトの殺し屋                                    | オマル・シャリーフ （ノンクレジット）             |                                                                                          |
| 不明 その他                                         |                                                   | 石井敏郎 増岡弘 国坂伸 安田隆 塚田正昭 加藤正之 小関一 田口昴 加川三起 山田礼子 広瀬正志 |
|                                                     |                                                   |                                                                                          |
| 演出                                                | 演出                                              | 伊達康将                                                                                 |
| 翻訳                                                | 翻訳                                              | 佐藤一公                                                                                 |
| 効果                                                | 効果                                              | 遠藤堯雄 桜井俊哉                                                                        |
| 調整                                                | 調整                                              | 前田仁信                                                                                 |
| 制作                                                | 制作                                              | 東北新社                                                                                 |
| 解説                                                | 解説                                              | 荻昌弘                                                                                   |
| 初回放送                                            | 初回放送                                          | 1980年4月7日 『月曜ロードショー』                                                        |

- 日本語吹き替えはソフト収録、本編104分中約93分。